# Ếch sông Inyangani
Amietia inyangae là một loài ếch thuộc họ Ranidae. Loài này có ở Zimbabwe và có thể cả Mozambique.
Môi trường sống tự nhiên của chúng là đồng cỏ nhiệt đới hoặc cận nhiệt đới vùng đất cao và sông ngòi. Chúng hiện đang bị đe dọa vì mất môi trường sống.